# Comédie-ballet
Con il termine comédie-ballet furono inizialmente definite in Francia, nella seconda metà del ‘600, le commedie teatrali che venivano rappresentate con intermezzi musicali e coreografici, più o meno integrati con il resto della trama.

## Storia e caratteristiche
Il primo esempio del genere può essere considerato Les fâcheux, lavoro di Molière rappresentato, in onore del re di Francia, al castello di Vaux-le-Vicomte, residenza di Nicolas Fouquet, nel 1661, con musiche di Jean-Baptiste Lully, oltre che del grande coreografo e suo collaboratore, Pierre Beauchamp. La comédie-ballet avrebbe poi visto numerosi ulteriori esempi, nati sempre dalla collaborazione tra i tre, i quali sarebbero culminati nel capolavoro del genere, Le Bourgeois Gentilhomme, nel 1670, e nello spettacolare allestimento, l'anno successivo, della tragicomédie et ballet, Psyché, la quale andava ben al di là dei precedenti per la sua grandiosità.. Dopo la rottura con Lully, Molière si rivolse a Marc-Antoine Charpentier e la collaborazione tra i due, ancora con il concorso coreografico di Beauchamp, si concluse nella “Comédie Melée de Musique, & de Danse”, “Le malade immaginaire”, nel corso delle cui rappresentazioni al Palais-Royal  nel 1673, Molière ebbe un malore in scena a cui seguì poco dopo la morte.
Nel XVIII secolo il genere in quanto tale venne quasi completamente superato, ma lasciò una notevole eredità nell'usanza a lungo rimasta viva nel teatro francese, del largo utilizzo di musiche di scena (anche cantate).
Un esempio tardo di vera e propria comédie-ballet (anche se con tematiche interne più simili a quelle della tragédie lyrique) è dato da La princesse de Navarre, di Voltaire, che fu rappresentata, appunto come comédie-ballet, a Versailles il 23 febbraio 1745: la rappresentazione era articolata in un prologo e tre atti, con l'aggiunta di una ouverture e di tre divertissements musicali, uno per atto, composti da Jean Philippe Rameau, con pezzi vocali anche notevolmente difficoltosi, tra cui un impegnativo duetto tra hautes-contre.

## Comédie-balletecomédie lyrique
Anche se gli studiosi tendono a restringere l'uso del termine al significato descritto nella precedente sezione, nel XVIII secolo alcuni autori lo utilizzarono anche per caratterizzare lavori di tipo diverso: in particolare opere comiche, di solito in tre o quattro atti, senza dialoghi parlati, le quali, in quanto fornite di una trama unitaria e di interpreti principali unici durante tutto lo svolgimento, nonché spesso di maggiori tratti umoristici e satirici, si differenziavano anche dall'opéra-ballet, e possono essere sostanzialmente ricondotte al genere della comédie lyrique.
Comédies-ballets, in questa accezione, furono definite, ad esempio,  Le Carnaval et la Folie di André Cardinal Destouches (1703) e La vénitienne di Antoine Dauvergne (1768), tarda riscrittura dell'omonimo ballet di Michel de la Barre andato in scena nel 1705.
Un esempio opposto dell'uso del termine di "comédie-lyrique" per una sorta di reviviscenza moderna della comédie-ballet, è dato da Le piège de Méduse di Erik Satie, del 1913: si tratta in effetti di un pezzo teatrale in un atto con sette brevi danze composte originariamente per pianoforte.

## Elenco dicomédies-ballets

### Molière-Lully-Beauchamp
- Gli importuni, Les Fâcheux (17 agosto 1661)
- Il matrimonio forzato, Le Mariage forcé (15 febbraio 1664)
- L'amore medico, L'Amour médecin (15 settembre 1665)
- Pastorale comica, Pastorale comique (5 gennaio 1667)
- Il siciliano o l'amor pittore, Le Sicilien ou l'Amour peintre (14 febbraio 1667)
- George Dandin o il marito confuso, George Dandin ou le Mari confondu (18 luglio 1668)
- Il signor di Pourceaugnac, Monsieur de Pourceaugnac (6 ottobre 1669)
- I favolosi amanti, Les Amants magnifiques (4 febbraio 1670)
- Il borghese gentiluomo, Le Bourgeois Gentilhomme (14 ottobre 1670)
- Psyché (17 gennaio 1671)[1]
- La Contessa d'Escarbagnas, La Comtesse d'Escarbagnas (prima edizione, 2 dicembre 1671)[3]

### Molière-Charpentier-Beauchamp
- La Contessa d'Escarbagnas, La Comtesse d'Escarbagnas (seconda edizione, 8 luglio 1672)[4]
- Il malato immaginario, Le Malade imaginaire (10 febbraio 1673)

### Voltaire-Rameau
- La principessa di Navarra, La princesse de Navarre (23 febbraio 1745)